# Воля-Рогозінська
Воля-Рогозінська (пол. Wola Rogozińska) — село в Польщі, у гміні Згеж Згерського повіту Лодзинського воєводства.
Населення — 110 осіб (2011).

## Демографія
Демографічна структура станом на 31 березня 2011 року:
|          | Загалом | Допрацездатний вік | Працездатний вік | Постпрацездатний вік |
| -------- | ------- | ------------------ | ---------------- | -------------------- |
| Чоловіки | 55      | 13                 | 33               | 9                    |
| Жінки    | 55      | 9                  | 31               | 15                   |
| Разом    | 110     | 22                 | 64               | 24                   |